# Info-TV-FM
Info-TV-FM Sp. z o.o. – obecnie jedyny hurtowy dostawca mobilnych audiowizualnych usług medialnych, w ramach których rozprowadza programy radiowe i telewizyjne w technologii DVB-T. Programy emitowane w ramach usługi Info-TV-FM  realizowane są w oparciu o infrastrukturę spółki Info-TV-Operator, składającej się z sieci nadajników radiowych w 31 największych miastach w Polsce. Zasięg multipleksu obejmuje blisko 5 mln gospodarstw domowych i około 15 mln osób. Ponadto Info-TV-FM współpracuje z Cyfrowym Polsatem S.A., który w ramach mobilnych audiowizualnych usług medialnych odpowiada za obsługę nadawczą.

## Programy oferowane przez Info-TV-FM
| Nadawca                                                             | Program                       |
| ------------------------------------------------------------------- | ----------------------------- |
| TVS Sp. z o.o.                                                      | TVS                           |
| TLB Sp. z o.o.                                                      | TV Łużyce                     |
| Telewizja Puls Sp. z o.o.                                           | TV Puls                       |
| Eska TV S.A.                                                        | Eska TV                       |
| Radio ESKA                                                          | Radio ESKA                    |
| ESKA ROCK S.A.                                                      | Radio Eska Rock               |
| Wielkopolska Telewizja Kablowa                                      | WTK                           |
| Telestar S.A.                                                       | TO!TV                         |
| Antel Sp. z o.o.                                                    | Tele5                         |
| Fundacja Innowacja                                                  | EdusatBIS                     |
| Przedsiębiorstwo Wielobranżowe TRANS-SYSTEM Sp. z o.o.              | Telewizja TVT                 |
| Kino Polska TV S.A.                                                 | Kino Polska                   |
| Kino Polska TV S.A.                                                 | Kino Polska Nostalgia         |
| Telewizja Polska S.A.                                               | TVP 1                         |
| Telewizja Polska S.A.                                               | TVP 2                         |
| Telewizja Polska S.A.                                               | TVP Info                      |
| Telewizja Polska S.A.                                               | TVP Sport                     |
| Telewizja Polska S.A.                                               | TVP Seriale                   |
| TVN S.A.                                                            | TVN                           |
| TVN S.A.                                                            | TVN24                         |
| TVN S.A.                                                            | TVN Turbo                     |
| TVN S.A.                                                            | TVN CNBC                      |
| Media-Biznes Sp. z o.o.                                             | TV Biznes                     |
| Canal+ Cyfrowy Sp. z o.o.                                           | MiniMini+                     |
| Canal+ Cyfrowy Sp. z o.o.                                           | teleTOON+                     |
| INFORADIO Sp. z o.o.                                                | Tok FM                        |
| Grupa Radiowa Agory Sp. z o.o.                                      | 103,7 Roxy FM                 |
| IM 40 Sp. z o.o.                                                    | Radio 100,1 FM Złote Przeboje |
| Radio OKO Sp. z o.o.                                                | Radio Oko                     |
| Polskie Radio S.A.                                                  | Polskie Radio Program I       |
| Polskie Radio S.A.                                                  | Polskie Radio Program II      |
| Polskie Radio S.A.                                                  | Polskie Radio Program III     |
| Polskie Radio S.A.                                                  | Moje Polskie Radio            |
| Polskie Radio S.A.                                                  | Polskie Radio Program IV      |
| Polskie Radio S.A.                                                  | Czwórka Radio na Wizji        |
| Polskie Radio Regionalna Rozgłośnia we Wrocławiu Radio Wrocław S.A. | Radio RAM                     |
| Region Sp. z o.o.                                                   | RMF MAXXX                     |
| Kraków Opera FM Sp. z o.o.                                          | RMF Classic                   |
| Radio Muzyka Fakty Sp. z o.o.                                       | RMF FM                        |
| Białoruskie Centrum Informacyjne Sp. z o.o.                         | Białoruskie Radio Racja       |
| Fundacja Edukacji Medialnej                                         | Radio Mazury                  |
| Zet Premium Sp. z o.o.                                              | Radio Zet                     |
| Eurozet Sp. z o.o.                                                  | AntyRadio                     |
| Eurozet Sp. z o.o.                                                  | Chillizet                     |
| Eurozet Sp. z o.o.                                                  | Meloradio                     |
| Telewizja Polsat Sp. z o.o.                                         | Polsat                        |
| Telewizja Polsat Sp. z o.o.                                         | Polsat Sport                  |
| Telewizja Polsat Sp. z o.o.                                         | Polsat News                   |
| Telewizja Polsat Sp. z o.o.                                         | Polsat Film                   |
| Telewizja Polsat Sp. z o.o.                                         | Polsat Sport Extra            |
| Warszawska Prowincja Redemptorystów                                 | Radio Maryja                  |
| Fundacja Lux Veritatis                                              | TV Trwam                      |
| Archidiecezja Warszawska                                            | Radio PLUS                    |
| VIMN Poland Sp. z o.o.                                              | Nickelodeon Polska            |
| MTV Networks s.r.o.                                                 | Comedy Central Polska         |
| Cyfrowy Polsat                                                      | Muzo.fm                       |
| Bajka – Fundacja na rzecz Rozwoju Dzieci                            | Radio Bajka                   |
| Radio Las Vegas Sp. z o.o.                                          | Radio Plus Toruń              |

## Lista stacji nadawczych
- Białystok / Południe

Współrzędne geograficzne: 23 E06'15" 53N06'22" 

Wysokość obiektu: 123 m n.p.t.
| Skład multipleksu | Częstotliwość | Kanał | Moc promieniowania nadajnika | Charakterystyka | Kompresja wizji |
| ----------------- | ------------- | ----- | ---------------------------- | --------------- | --------------- |
| MUX 4             | 546 MHz       | 30    | 5 kW                         | D               | MPEG-4          |

- Białystok / Wasilków

Współrzędne geograficzne: 23 E12'19" 53N11'38" 

Wysokość obiektu: 87 m n.p.t.
| Skład multipleksu | Częstotliwość | Kanał | Moc promieniowania nadajnika | Charakterystyka | Kompresja wizji |
| ----------------- | ------------- | ----- | ---------------------------- | --------------- | --------------- |
| MUX 4             | 546 MHz       | 30    | 3 kW                         | ND              | MPEG-4          |

- Bielsko-Biała / Bestwina

Współrzędne geograficzne: 19 E02'25" 49N53'44" 

Wysokość obiektu: 52 m n.p.t.
| Skład multipleksu | Częstotliwość | Kanał | Moc promieniowania nadajnika | Charakterystyka | Kompresja wizji |
| ----------------- | ------------- | ----- | ---------------------------- | --------------- | --------------- |
| MUX 4             | 554 MHz       | 31    | 5 kW                         | D               | MPEG-4          |

- Bielsko-Biała / BJG

Współrzędne geograficzne: 18 E59'47" 49N54'48" 

Wysokość obiektu: 29 m n.p.t.
| Skład multipleksu | Częstotliwość | Kanał | Moc promieniowania nadajnika | Charakterystyka | Kompresja wizji |
| ----------------- | ------------- | ----- | ---------------------------- | --------------- | --------------- |
| MUX 4             | 554 MHz       | 31    | 5 kW                         | D               | MPEG-4          |

- Bielsko-Biała / Wapienna

Współrzędne geograficzne: 19 E04'04" 49N49'24" 

Wysokość obiektu: 34 m n.p.t.
| Skład multipleksu | Częstotliwość | Kanał | Moc promieniowania nadajnika | Charakterystyka | Kompresja wizji |
| ----------------- | ------------- | ----- | ---------------------------- | --------------- | --------------- |
| MUX 4             | 554 MHz       | 31    | 3 kW                         | ND              | MPEG-4          |

- Bielsko-Biała / ZIAD

Współrzędne geograficzne: 19 E01'34" 49N47'02" 

Wysokość obiektu: 31 m n.p.t.
| Skład multipleksu | Częstotliwość | Kanał | Moc promieniowania nadajnika | Charakterystyka | Kompresja wizji |
| ----------------- | ------------- | ----- | ---------------------------- | --------------- | --------------- |
| MUX 4             | 554 MHz       | 31    | 3 kW                         | D               | MPEG-4          |

- Bydgoszcz / Cegielnia Okole

Współrzędne geograficzne: 17 E56'45" 53N17'30" 

Wysokość obiektu: 40 m n.p.t.
| Skład multipleksu | Częstotliwość | Kanał | Moc promieniowania nadajnika | Charakterystyka | Kompresja wizji |
| ----------------- | ------------- | ----- | ---------------------------- | --------------- | --------------- |
| MUX 4             | 618 MHz       | 39    | 10 kW                        | ND              | MPEG-4          |

- Bydgoszcz / EC

Współrzędne geograficzne: 17 E59'01" 53N08'05" 

Wysokość obiektu: 103 m n.p.t.
| Skład multipleksu | Częstotliwość | Kanał | Moc promieniowania nadajnika | Charakterystyka | Kompresja wizji |
| ----------------- | ------------- | ----- | ---------------------------- | --------------- | --------------- |
| MUX 4             | 618 MHz       | 39    | 5 kW                         | D               | MPEG-4          |

- Bydgoszcz / KPEC

Współrzędne geograficzne: 18 E14'04" 54N04'30" 

Wysokość obiektu: 73 m n.p.t.
| Skład multipleksu | Częstotliwość | Kanał | Moc promieniowania nadajnika | Charakterystyka | Kompresja wizji |
| ----------------- | ------------- | ----- | ---------------------------- | --------------- | --------------- |
| MUX 4             | 618 MHz       | 39    | 5 kW                         | D               | MPEG-4          |

- Bydgoszcz / Osielsko

Współrzędne geograficzne: 18 E04'57" 53N10'09" 

Wysokość obiektu: 71 m n.p.t.
| Skład multipleksu | Częstotliwość | Kanał | Moc promieniowania nadajnika | Charakterystyka | Kompresja wizji |
| ----------------- | ------------- | ----- | ---------------------------- | --------------- | --------------- |
| MUX 4             | 618 MHz       | 39    | 8 kW                         | ND              | MPEG-4          |

- Częstochowa / Elsen

Współrzędne geograficzne: 19 E10'52" 50N47'42" 

Wysokość obiektu: 154 m n.p.t.
| Skład multipleksu | Częstotliwość | Kanał | Moc promieniowania nadajnika | Charakterystyka | Kompresja wizji |
| ----------------- | ------------- | ----- | ---------------------------- | --------------- | --------------- |
| MUX 4             | 666 MHz       | 45    | 8 kW                         | D               | MPEG-4          |

- Częstochowa / Klobuck

Współrzędne geograficzne: 18 E56'27" 50N54'27" 

Wysokość obiektu: 58 m n.p.t.
| Skład multipleksu | Częstotliwość | Kanał | Moc promieniowania nadajnika | Charakterystyka | Kompresja wizji |
| ----------------- | ------------- | ----- | ---------------------------- | --------------- | --------------- |
| MUX 4             | 666 MHz       | 45    | 3 kW                         | ND              | MPEG-4          |

- Elbląg / Milejewo

Współrzędne geograficzne: 19 E32'02" 54N13'12" 

Wysokość obiektu: 56 m n.p.t.
| Skład multipleksu | Częstotliwość | Kanał | Moc promieniowania nadajnika | Charakterystyka | Kompresja wizji |
| ----------------- | ------------- | ----- | ---------------------------- | --------------- | --------------- |
| MUX 4             | 618 MHz       | 39    | 8 kW                         | D               | MPEG-4          |

- Gdańsk / Anser

Współrzędne geograficzne: 18 E27'46" 54N27'30" 

Wysokość obiektu: 27 m n.p.t.
| Skład multipleksu | Częstotliwość | Kanał | Moc promieniowania nadajnika | Charakterystyka | Kompresja wizji |
| ----------------- | ------------- | ----- | ---------------------------- | --------------- | --------------- |
| MUX 4             | 570 MHz       | 33    | 3 kW                         | D               | MPEG-4          |

- Gdańsk / Przemysłowa

Współrzędne geograficzne: 18 E38'36" 54N16'06" 

Wysokość obiektu: 48 m n.p.t.
| Skład multipleksu | Częstotliwość | Kanał | Moc promieniowania nadajnika | Charakterystyka | Kompresja wizji |
| ----------------- | ------------- | ----- | ---------------------------- | --------------- | --------------- |
| MUX 4             | 570 MHz       | 33    | 4,5 kW                       | D               | MPEG-4          |

- Gdańsk / Chylonia

Współrzędne geograficzne: 18 E28'50" 54N33'11" 

Wysokość obiektu: 159 m n.p.t.
| Skład multipleksu | Częstotliwość | Kanał | Moc promieniowania nadajnika | Charakterystyka | Kompresja wizji |
| ----------------- | ------------- | ----- | ---------------------------- | --------------- | --------------- |
| MUX 4             | 570 MHz       | 33    | 5 kW                         | D               | MPEG-4          |

- Gdańsk / Wejherowo

Współrzędne geograficzne: 18 E15'25" 54N36'35" 

Wysokość obiektu: 83 m n.p.t.
| Skład multipleksu | Częstotliwość | Kanał | Moc promieniowania nadajnika | Charakterystyka | Kompresja wizji |
| ----------------- | ------------- | ----- | ---------------------------- | --------------- | --------------- |
| MUX 4             | 570 MHz       | 33    | 3 kW                         | ND              | MPEG-4          |

- Gdańsk / Wiślna

Współrzędne geograficzne: 18 E38'32" 54N22'39" 

Wysokość obiektu: 123 m n.p.t.
- Gorzów Wlkp. / Baczyna

Współrzędne geograficzne: 15 E08'09" 52N44'42" 

Wysokość obiektu: 128 m n.p.t.
| Skład multipleksu | Częstotliwość | Kanał | Moc promieniowania nadajnika | Charakterystyka | Kompresja wizji |
| ----------------- | ------------- | ----- | ---------------------------- | --------------- | --------------- |
| MUX 4             | 746 MHz       | 55    | 3 kW                         | ND              | MPEG-4          |

- Gorzów Wlkp. / PEC

Współrzędne geograficzne: 15 E15'15" 52N42'28" 

Wysokość obiektu: 85 m n.p.t.
| Skład multipleksu | Częstotliwość | Kanał | Moc promieniowania nadajnika | Charakterystyka | Kompresja wizji |
| ----------------- | ------------- | ----- | ---------------------------- | --------------- | --------------- |
| MUX 4             | 746 MHz       | 55    | 5 kW                         | ND              | MPEG-4          |

- Kalisz / Panek

Współrzędne geograficzne: 18 E05'27" 51N46'57" 

Wysokość obiektu: 55 m n.p.t.
| Skład multipleksu | Częstotliwość | Kanał | Moc promieniowania nadajnika | Charakterystyka | Kompresja wizji |
| ----------------- | ------------- | ----- | ---------------------------- | --------------- | --------------- |
| MUX 4             | 626 MHz       | 40    | 7 kW                         | ND              | MPEG-4          |

- Katowice / Bytom

Współrzędne geograficzne: 18 E52'30" 50N20'32" 

Wysokość obiektu: 103 m n.p.t.
| Skład multipleksu | Częstotliwość | Kanał | Moc promieniowania nadajnika | Charakterystyka | Kompresja wizji |
| ----------------- | ------------- | ----- | ---------------------------- | --------------- | --------------- |
| MUX 4             | 658 MHz       | 44    | 5 kW                         | D               | MPEG-4          |

- Katowice / Koksownia

Współrzędne geograficzne: 19 E19'58" 50N20'27" 

Wysokość obiektu: 83 m n.p.t.
| Skład multipleksu | Częstotliwość | Kanał | Moc promieniowania nadajnika | Charakterystyka | Kompresja wizji |
| ----------------- | ------------- | ----- | ---------------------------- | --------------- | --------------- |
| MUX 4             | 658 MHz       | 44    | 5 kW                         | D               | MPEG-4          |

- Katowice / Rybnik

Współrzędne geograficzne: 18 E31'24" 50N08'04" 

Wysokość obiektu: 250 m n.p.t.
| Skład multipleksu | Częstotliwość | Kanał | Moc promieniowania nadajnika | Charakterystyka | Kompresja wizji |
| ----------------- | ------------- | ----- | ---------------------------- | --------------- | --------------- |
| MUX 4             | 658 MHz       | 44    | 5 kW                         | D               | MPEG-4          |

- Katowice / Tychy

Współrzędne geograficzne: 19 E00'54" 50N06'11" 

Wysokość obiektu: 182 m n.p.t.
| Skład multipleksu | Częstotliwość | Kanał | Moc promieniowania nadajnika | Charakterystyka | Kompresja wizji |
| ----------------- | ------------- | ----- | ---------------------------- | --------------- | --------------- |
| MUX 4             | 658 MHz       | 44    | 5 kW                         | D               | MPEG-4          |

- Katowice / EC

Współrzędne geograficzne: 19 E03'06" 50N17'06" 

Wysokość obiektu: 203 m n.p.t.
| Skład multipleksu | Częstotliwość | Kanał | Moc promieniowania nadajnika | Charakterystyka | Kompresja wizji |
| ----------------- | ------------- | ----- | ---------------------------- | --------------- | --------------- |
| MUX 4             | 658 MHz       | 44    | 4 kW                         | D               | MPEG-4          |

- Kielce / EC-KI

Współrzędne geograficzne: 20 E36'59" 50N53'50" 

Wysokość obiektu: 205 m n.p.t.
| Skład multipleksu | Częstotliwość | Kanał | Moc promieniowania nadajnika | Charakterystyka | Kompresja wizji |
| ----------------- | ------------- | ----- | ---------------------------- | --------------- | --------------- |
| MUX 4             | 658 MHz       | 44    | 5 kW                         | D               | MPEG-4          |

- Kielce / Sitkówka Nowiny

Współrzędne geograficzne: 20 E32'29" 50N48'43" 

Wysokość obiektu: 100 m n.p.t.
| Skład multipleksu | Częstotliwość | Kanał | Moc promieniowania nadajnika | Charakterystyka | Kompresja wizji |
| ----------------- | ------------- | ----- | ---------------------------- | --------------- | --------------- |
| MUX 4             | 658 MHz       | 44    | 8 kW                         | D               | MPEG-4          |

- Koszalin / Karniszewice

Współrzędne geograficzne: 16 E20'54" 54N14'42" 

Wysokość obiektu: 137 m n.p.t.
- Koszalin / Słowińska

Współrzędne geograficzne: 16 E10'26" 54N10'30" 

Wysokość obiektu: 120 m n.p.t.
| Skład multipleksu | Częstotliwość | Kanał | Moc promieniowania nadajnika | Charakterystyka | Kompresja wizji |
| ----------------- | ------------- | ----- | ---------------------------- | --------------- | --------------- |
| MUX 4             | 642 MHz       | 42    | 3 kW                         | D               | MPEG-4          |

- Kraków / Hallera 8

Współrzędne geograficzne: 19 E59'26" 50N00'07" 

Wysokość obiektu: 58 m n.p.t.
| Skład multipleksu | Częstotliwość | Kanał | Moc promieniowania nadajnika | Charakterystyka | Kompresja wizji |
| ----------------- | ------------- | ----- | ---------------------------- | --------------- | --------------- |
| MUX 4             | 674 MHz       | 46    | 8 kW                         | ND              | MPEG-4          |

- Kraków / Kopiec

Współrzędne geograficzne: 19 E53'33" 50N03'18" 

Wysokość obiektu: 20 m n.p.t.
| Skład multipleksu | Częstotliwość | Kanał | Moc promieniowania nadajnika | Charakterystyka | Kompresja wizji |
| ----------------- | ------------- | ----- | ---------------------------- | --------------- | --------------- |
| MUX 4             | 674 MHz       | 46    | 3 kW                         | ND              | MPEG-4          |

- Kraków / Nowa Huta

Współrzędne geograficzne: 20 E05'34" 50N04'31" 

Wysokość obiektu: 203 m n.p.t.
| Skład multipleksu | Częstotliwość | Kanał | Moc promieniowania nadajnika | Charakterystyka | Kompresja wizji |
| ----------------- | ------------- | ----- | ---------------------------- | --------------- | --------------- |
| MUX 4             | 674 MHz       | 46    | 4 kW                         | D               | MPEG-4          |

- Kraków / Skawina

Współrzędne geograficzne: 19 E47'49" 49N58'04" 

Wysokość obiektu: 120 m n.p.t.
| Skład multipleksu | Częstotliwość | Kanał | Moc promieniowania nadajnika | Charakterystyka | Kompresja wizji |
| ----------------- | ------------- | ----- | ---------------------------- | --------------- | --------------- |
| MUX 4             | 674 MHz       | 46    | 8 kW                         | D               | MPEG-4          |

- Legnica / Północ

Współrzędne geograficzne: 16 E11'20" 51N14'09" 

Wysokość obiektu: 122 m n.p.t.
| Skład multipleksu | Częstotliwość | Kanał | Moc promieniowania nadajnika | Charakterystyka | Kompresja wizji |
| ----------------- | ------------- | ----- | ---------------------------- | --------------- | --------------- |
| MUX 4             | 714 MHz       | 51    | 3 kW                         | D               | MPEG-4          |

- Legnica / Zachód

Współrzędne geograficzne: 16 E06'58" 51N10'59" 

Wysokość obiektu: 130 m n.p.t.
| Skład multipleksu | Częstotliwość | Kanał | Moc promieniowania nadajnika | Charakterystyka | Kompresja wizji |
| ----------------- | ------------- | ----- | ---------------------------- | --------------- | --------------- |
| MUX 4             | 714 MHz       | 51    | 3 kW                         | D               | MPEG-4          |

- Łódź / Damis

Współrzędne geograficzne: 19 E30'20" 51N47'42" 

Wysokość obiektu: 44 m n.p.t.
| Skład multipleksu | Częstotliwość | Kanał | Moc promieniowania nadajnika | Charakterystyka | Kompresja wizji |
| ----------------- | ------------- | ----- | ---------------------------- | --------------- | --------------- |
| MUX 4             | 626 MHz       | 40    | 3 kW                         | D               | MPEG-4          |

- Łódź / Konstantynów

Współrzędne geograficzne: 19 E18'00" 51N44'50" 

Wysokość obiektu: 93 m n.p.t.
| Skład multipleksu | Częstotliwość | Kanał | Moc promieniowania nadajnika | Charakterystyka | Kompresja wizji |
| ----------------- | ------------- | ----- | ---------------------------- | --------------- | --------------- |
| MUX 4             | 626 MHz       | 40    | 1,5 kW                       | ND              | MPEG-4          |

- Łódź / Widzew

Współrzędne geograficzne: 19 E32'23" 51N44'45" 

Wysokość obiektu: 175 m n.p.t.
| Skład multipleksu | Częstotliwość | Kanał | Moc promieniowania nadajnika | Charakterystyka | Kompresja wizji |
| ----------------- | ------------- | ----- | ---------------------------- | --------------- | --------------- |
| MUX 4             | 626 MHz       | 40    | 5 kW                         | D               | MPEG-4          |

- Łódź / Euron

Współrzędne geograficzne: 19 E23'53" 51N50'56" 

Wysokość obiektu: 57 m n.p.t.
| Skład multipleksu | Częstotliwość | Kanał | Moc promieniowania nadajnika | Charakterystyka | Kompresja wizji |
| ----------------- | ------------- | ----- | ---------------------------- | --------------- | --------------- |
| MUX 4             | 626 MHz       | 40    | 5 kW                         | D               | MPEG-4          |

- Łódź / Pabianice

Współrzędne geograficzne: 19 E19'53" 51N40'40" 

Wysokość obiektu: 73 m n.p.t.
| Skład multipleksu | Częstotliwość | Kanał | Moc promieniowania nadajnika | Charakterystyka | Kompresja wizji |
| ----------------- | ------------- | ----- | ---------------------------- | --------------- | --------------- |
| MUX 4             | 626 MHz       | 40    | 3 kW                         | D               | MPEG-4          |

- Lublin / GIGA

Współrzędne geograficzne: 22 E42'29" 51N13'32" 

Wysokość obiektu: 70 m n.p.t.
| Skład multipleksu | Częstotliwość | Kanał | Moc promieniowania nadajnika | Charakterystyka | Kompresja wizji |
| ----------------- | ------------- | ----- | ---------------------------- | --------------- | --------------- |
| MUX 4             | 698 MHz       | 49    | 3 kW                         | D               | MPEG-4          |

- Lublin / Wrotków

Współrzędne geograficzne: 22 E33'29" 51N12'56" 

Wysokość obiektu: 150 m n.p.t.
| Skład multipleksu | Częstotliwość | Kanał | Moc promieniowania nadajnika | Charakterystyka | Kompresja wizji |
| ----------------- | ------------- | ----- | ---------------------------- | --------------- | --------------- |
| MUX 4             | 698 MHz       | 49    | 8 kW                         | D               | MPEG-4          |

- Olsztyn / Barczewo

Współrzędne geograficzne: 20 E41'05" 53N49'38" 

Wysokość obiektu: 32 m n.p.t.
| Skład multipleksu | Częstotliwość | Kanał | Moc promieniowania nadajnika | Charakterystyka | Kompresja wizji |
| ----------------- | ------------- | ----- | ---------------------------- | --------------- | --------------- |
| MUX 4             | 730 MHz       | 53    | 3 kW                         | D               | MPEG-4          |

- Olsztyn / Mierkowska

Współrzędne geograficzne: 20 E17'44" 53N35'02" 

Wysokość obiektu: 43 m n.p.t.
| Skład multipleksu | Częstotliwość | Kanał | Moc promieniowania nadajnika | Charakterystyka | Kompresja wizji |
| ----------------- | ------------- | ----- | ---------------------------- | --------------- | --------------- |
| MUX 4             | 730 MHz       | 53    | 6 kW                         | D               | MPEG-4          |

- Olsztyn / MPEC

Współrzędne geograficzne: 20 E26'38" 53N44'47" 

Wysokość obiektu: 122 m n.p.t.
| Skład multipleksu | Częstotliwość | Kanał | Moc promieniowania nadajnika | Charakterystyka | Kompresja wizji |
| ----------------- | ------------- | ----- | ---------------------------- | --------------- | --------------- |
| MUX 4             | 730 MHz       | 53    | 10 kW                        | D               | MPEG-4          |

- Olsztyn / MPEC Ostróda

Współrzędne geograficzne: 19 E59'03" 53N41'58" 

Wysokość obiektu: 77 m n.p.t.
| Skład multipleksu | Częstotliwość | Kanał | Moc promieniowania nadajnika | Charakterystyka | Kompresja wizji |
| ----------------- | ------------- | ----- | ---------------------------- | --------------- | --------------- |
| MUX 4             | 730 MHz       | 53    | 5 kW                         | D               | MPEG-4          |

- Opole / Brzezie

Współrzędne geograficzne: 17 E53'02" 50N45'05" 

Wysokość obiektu: 115 m n.p.t.
| Skład multipleksu | Częstotliwość | Kanał | Moc promieniowania nadajnika | Charakterystyka | Kompresja wizji |
| ----------------- | ------------- | ----- | ---------------------------- | --------------- | --------------- |
| MUX 4             | 650 MHz       | 43    | 82,5 kW                      | D               | MPEG-4          |

- Opole / Peters

Współrzędne geograficzne: 17 E58'49" 50N39'47" 

Wysokość obiektu: 98 m n.p.t.
| Skład multipleksu | Częstotliwość | Kanał | Moc promieniowania nadajnika | Charakterystyka | Kompresja wizji |
| ----------------- | ------------- | ----- | ---------------------------- | --------------- | --------------- |
| MUX 4             | 610 MHz       | 38    | 2,5 kW                       | D               | MPEG-4          |

- Płock / Radziwie

Współrzędne geograficzne: 19 E39'36" 52N31'40" 

Wysokość obiektu: 115 m n.p.t.
| Skład multipleksu | Częstotliwość | Kanał | Moc promieniowania nadajnika | Charakterystyka | Kompresja wizji |
| ----------------- | ------------- | ----- | ---------------------------- | --------------- | --------------- |
| MUX 4             | 586 MHz       | 35    | 85 kW                        | ND              | MPEG-4          |

- Poznań / Karolin

Współrzędne geograficzne: 16 E59'09" 52N26'05" 

Wysokość obiektu: 203 m n.p.t.
| Skład multipleksu | Częstotliwość | Kanał | Moc promieniowania nadajnika | Charakterystyka | Kompresja wizji |
| ----------------- | ------------- | ----- | ---------------------------- | --------------- | --------------- |
| MUX 4             | 594 MHz       | 36    | 10 kW                        | D               | MPEG-4          |

- Poznań / Mosina

Współrzędne geograficzne: 16 E51'09" 52N14'22" 

Wysokość obiektu: 155 m n.p.t.
| Skład multipleksu | Częstotliwość | Kanał | Moc promieniowania nadajnika | Charakterystyka | Kompresja wizji |
| ----------------- | ------------- | ----- | ---------------------------- | --------------- | --------------- |
| MUX 4             | 594 MHz       | 36    | 5 kW                         | D               | MPEG-4          |

- Radom / Radpec

Współrzędne geograficzne: 21 E12'01" 51N26'20" 

Wysokość obiektu: 153 m n.p.t.
| Skład multipleksu | Częstotliwość | Kanał | Moc promieniowania nadajnika | Charakterystyka | Kompresja wizji |
| ----------------- | ------------- | ----- | ---------------------------- | --------------- | --------------- |
| MUX 4             | 554 MHz       | 31    | 5 kW                         | D               | MPEG-4          |

- Radom / Żelazna

Współrzędne geograficzne: 21 E06'33" 51N21'20" 

Wysokość obiektu: 86 m n.p.t.
| Skład multipleksu | Częstotliwość | Kanał | Moc promieniowania nadajnika | Charakterystyka | Kompresja wizji |
| ----------------- | ------------- | ----- | ---------------------------- | --------------- | --------------- |
| MUX 4             | 554 MHz       | 31    | 3 kW                         | D               | MPEG-4          |

- Rzeszów / Saria

Współrzędne geograficzne: 21 E57'02" 50N12'78" 

Wysokość obiektu: 40 m n.p.t.
| Skład multipleksu | Częstotliwość | Kanał | Moc promieniowania nadajnika | Charakterystyka | Kompresja wizji |
| ----------------- | ------------- | ----- | ---------------------------- | --------------- | --------------- |
| MUX 4             | 586 MHz       | 35    | 2 kW                         | D               | MPEG-4          |

- Rzeszów / Tyczyn

Współrzędne geograficzne: 22 E02'37" 49N59'15" 

Wysokość obiektu: 48 m n.p.t.
| Skład multipleksu | Częstotliwość | Kanał | Moc promieniowania nadajnika | Charakterystyka | Kompresja wizji |
| ----------------- | ------------- | ----- | ---------------------------- | --------------- | --------------- |
| MUX 4             | 610 MHz       | 38    | 2 kW                         | D               | MPEG-4          |

- Słupsk / Bierkowo

Współrzędne geograficzne: 16 E56'30" 54N29'07" 

Wysokość obiektu: 124 m n.p.t.
| Skład multipleksu | Częstotliwość | Kanał | Moc promieniowania nadajnika | Charakterystyka | Kompresja wizji |
| ----------------- | ------------- | ----- | ---------------------------- | --------------- | --------------- |
| MUX 4             | 618 MHz       | 39    | 8 kW                         | D               | MPEG-4          |

- Szczecin / Nowe Czarnowo

Współrzędne geograficzne: 14 E27'54" 53N12'19" 

Wysokość obiektu: 247 m n.p.t.
| Skład multipleksu | Częstotliwość | Kanał | Moc promieniowania nadajnika | Charakterystyka | Kompresja wizji |
| ----------------- | ------------- | ----- | ---------------------------- | --------------- | --------------- |
| MUX 4             | 746 MHz       | 55    | 5 kW                         | D               | MPEG-4          |

- Szczecin / Police

Współrzędne geograficzne: 14 E31'58" 53N34'29" 

Wysokość obiektu: 191 m n.p.t.
| Skład multipleksu | Częstotliwość | Kanał | Moc promieniowania nadajnika | Charakterystyka | Kompresja wizji |
| ----------------- | ------------- | ----- | ---------------------------- | --------------- | --------------- |
| MUX 4             | 746 MHz       | 55    | 3,6 kW                       | D               | MPEG-4          |

- Szczecin / Stargard Szczeciński

Współrzędne geograficzne: 15 E00'18" 53N21'01" 

Wysokość obiektu: 94 m n.p.t.
| Skład multipleksu | Częstotliwość | Kanał | Moc promieniowania nadajnika | Charakterystyka | Kompresja wizji |
| ----------------- | ------------- | ----- | ---------------------------- | --------------- | --------------- |
| MUX 4             | 746 MHz       | 55    | 5 kW                         | D               | MPEG-4          |

- Szczecin / WISKORD

Współrzędne geograficzne: 14 E34'12" 53N21'18" 

Wysokość obiektu: 240 m n.p.t.
| Skład multipleksu | Częstotliwość | Kanał | Moc promieniowania nadajnika | Charakterystyka | Kompresja wizji |
| ----------------- | ------------- | ----- | ---------------------------- | --------------- | --------------- |
| MUX 4             | 746 MHz       | 55    | 10 kW                        | D               | MPEG-4          |

- Tarnów / Echo

Współrzędne geograficzne: 21 E00'24" 50N02'12" 

Wysokość obiektu: 30 m n.p.t.
| Skład multipleksu | Częstotliwość | Kanał | Moc promieniowania nadajnika | Charakterystyka | Kompresja wizji |
| ----------------- | ------------- | ----- | ---------------------------- | --------------- | --------------- |
| MUX 4             | 746 MHz       | 55    | 3 kW                         | ND              | MPEG-4          |

- Tarnów / Lichwin

Współrzędne geograficzne: 20 E54'41" 49N53'03" 

Wysokość obiektu: 35 m n.p.t.
| Skład multipleksu | Częstotliwość | Kanał | Moc promieniowania nadajnika | Charakterystyka | Kompresja wizji |
| ----------------- | ------------- | ----- | ---------------------------- | --------------- | --------------- |
| MUX 4             | 746 MHz       | 55    | 10 kW                        | D               | MPEG-4          |

- Toruń / Grębocin

Współrzędne geograficzne: 18 E41'35" 53N02'51" 

Wysokość obiektu: 227 m n.p.t.
| Skład multipleksu | Częstotliwość | Kanał | Moc promieniowania nadajnika | Charakterystyka | Kompresja wizji |
| ----------------- | ------------- | ----- | ---------------------------- | --------------- | --------------- |
| MUX 4             | 618 MHz       | 39    | 2,5 kW                       | D               | MPEG-4          |

- Toruń / PEC Aleksandrów Kujawski

Współrzędne geograficzne: 18 E41'23" 52N52'57" 

Wysokość obiektu: 53 m n.p.t.
| Skład multipleksu | Częstotliwość | Kanał | Moc promieniowania nadajnika | Charakterystyka | Kompresja wizji |
| ----------------- | ------------- | ----- | ---------------------------- | --------------- | --------------- |
| MUX 4             | 618 MHz       | 39    | 2,5 kW                       | D               | MPEG-4          |

- Toruń / Szosa Chełmińska

Współrzędne geograficzne: 18 E36'06" 53N01'03" 

Wysokość obiektu: 45 m n.p.t.
| Skład multipleksu | Częstotliwość | Kanał | Moc promieniowania nadajnika | Charakterystyka | Kompresja wizji |
| ----------------- | ------------- | ----- | ---------------------------- | --------------- | --------------- |
| MUX 4             | 618 MHz       | 39    | 5 kW                         | D               | MPEG-4          |

- Wałbrzych / Długa

Współrzędne geograficzne: 16 E17'04" 50N48'46" 

Wysokość obiektu: 102 m n.p.t.
| Skład multipleksu | Częstotliwość | Kanał | Moc promieniowania nadajnika | Charakterystyka | Kompresja wizji |
| ----------------- | ------------- | ----- | ---------------------------- | --------------- | --------------- |
| MUX 4             | 594 MHz       | 36    | 2 kW                         | ND              | MPEG-4          |

- Wałbrzych / Victoria

Współrzędne geograficzne: 16 E14'27" 50N45'13" 

Wysokość obiektu: 82 m n.p.t.
| Skład multipleksu | Częstotliwość | Kanał | Moc promieniowania nadajnika | Charakterystyka | Kompresja wizji |
| ----------------- | ------------- | ----- | ---------------------------- | --------------- | --------------- |
| MUX 4             | 594 MHz       | 36    | 3,5 kW                       | D               | MPEG-4          |

- Warszawa / Karczew

Współrzędne geograficzne: 21 E16'04" 52N04'44" 

Wysokość obiektu: 178 m n.p.t.
| Skład multipleksu | Częstotliwość | Kanał | Moc promieniowania nadajnika | Charakterystyka | Kompresja wizji |
| ----------------- | ------------- | ----- | ---------------------------- | --------------- | --------------- |
| MUX 4             | 602 MHz       | 37    | 5 kW                         | D               | MPEG-4          |

- Warszawa / Kawęczyn

Współrzędne geograficzne: 21 E77'44" 52N16'05" 

Wysokość obiektu: 297 m n.p.t.
| Skład multipleksu | Częstotliwość | Kanał | Moc promieniowania nadajnika | Charakterystyka | Kompresja wizji |
| ----------------- | ------------- | ----- | ---------------------------- | --------------- | --------------- |
| MUX 4             | 602 MHz       | 37    | 2,5 kW                       | D               | MPEG-4          |

- Warszawa / Legionowo

Współrzędne geograficzne: 20 E56'08" 52N25'10" 

Wysokość obiektu: 77 m n.p.t.
| Skład multipleksu | Częstotliwość | Kanał | Moc promieniowania nadajnika | Charakterystyka | Kompresja wizji |
| ----------------- | ------------- | ----- | ---------------------------- | --------------- | --------------- |
| MUX 4             | 602 MHz       | 37    | 5 kW                         | D               | MPEG-4          |

- Warszawa / Marriott

Współrzędne geograficzne: 21 E00'18" 52N13'39" 

Wysokość obiektu: 175 m n.p.t.
| Skład multipleksu | Częstotliwość | Kanał | Moc promieniowania nadajnika | Charakterystyka | Kompresja wizji |
| ----------------- | ------------- | ----- | ---------------------------- | --------------- | --------------- |
| MUX 4             | 602 MHz       | 37    | 2,5 kW                       | ND              | MPEG-4          |

- Warszawa / Pruszków

Współrzędne geograficzne: 20 E44'08" 52N10'11" 

Wysokość obiektu: 236 m n.p.t.
| Skład multipleksu | Częstotliwość | Kanał | Moc promieniowania nadajnika | Charakterystyka | Kompresja wizji |
| ----------------- | ------------- | ----- | ---------------------------- | --------------- | --------------- |
| MUX 4             | 602 MHz       | 37    | 2 kW                         | D               | MPEG-4          |

- Warszawa / Dworzec Zachodni

Współrzędne geograficzne: 20 E57'53" 52N13'04" 

Wysokość obiektu: 31 m n.p.t.
| Skład multipleksu | Częstotliwość | Kanał | Moc promieniowania nadajnika | Charakterystyka | Kompresja wizji |
| ----------------- | ------------- | ----- | ---------------------------- | --------------- | --------------- |
| MUX 4             | - MHz         | -     | 1,2 kW                       | ND              | MPEG-4          |

- Włocławek / Płocka (Teligi)

Współrzędne geograficzne: 19 E05'55" 52N39'06" 

Wysokość obiektu: 159 m n.p.t.
| Skład multipleksu | Częstotliwość | Kanał | Moc promieniowania nadajnika | Charakterystyka | Kompresja wizji |
| ----------------- | ------------- | ----- | ---------------------------- | --------------- | --------------- |
| MUX 4             | 674 MHz       | 46    | 8 kW                         | D               | MPEG-4          |

- Wrocław / Leśnica

Współrzędne geograficzne: 16 E52'23" 51N08'40" 

Wysokość obiektu: 20 m n.p.t.
| Skład multipleksu | Częstotliwość | Kanał | Moc promieniowania nadajnika | Charakterystyka | Kompresja wizji |
| ----------------- | ------------- | ----- | ---------------------------- | --------------- | --------------- |
| MUX 4             | 658 MHz       | 44    | 3 kW                         | D               | MPEG-4          |

- Wrocław / Grunwaldzka

Współrzędne geograficzne: 17 E04'03" 51N06'53" 

Wysokość obiektu: 5 m n.p.t.
| Skład multipleksu | Częstotliwość | Kanał | Moc promieniowania nadajnika | Charakterystyka | Kompresja wizji |
| ----------------- | ------------- | ----- | ---------------------------- | --------------- | --------------- |
| MUX 4             | 658 MHz       | 44    | 5 kW                         | ND              | MPEG-4          |

- Wrocław / Gubinska

Współrzędne geograficzne: 16 E57'37" 51N06'45" 

Wysokość obiektu: 50 m n.p.t.
| Skład multipleksu | Częstotliwość | Kanał | Moc promieniowania nadajnika | Charakterystyka | Kompresja wizji |
| ----------------- | ------------- | ----- | ---------------------------- | --------------- | --------------- |
| MUX 4             | 658 MHz       | 44    | 3 kW                         | ND              | MPEG-4          |

- Wrocław / Żórawina

Współrzędne geograficzne: 17 E01'51" 50N59'10" 

Wysokość obiektu: 185 m n.p.t.
| Skład multipleksu | Częstotliwość | Kanał | Moc promieniowania nadajnika | Charakterystyka | Kompresja wizji |
| ----------------- | ------------- | ----- | ---------------------------- | --------------- | --------------- |
| MUX 4             | 658 MHz       | 44    | 8 kW                         | D               | MPEG-4          |

- Zielona Góra / Góra Wikanowska

Współrzędne geograficzne: 15 E27'39" 51N54'55" 

Wysokość obiektu: 70 m n.p.t.
| Skład multipleksu | Częstotliwość | Kanał | Moc promieniowania nadajnika | Charakterystyka | Kompresja wizji |
| ----------------- | ------------- | ----- | ---------------------------- | --------------- | --------------- |
| MUX 4             | 530 MHz       | 28    | 10 kW                        | D               | MPEG-4          |

Źródła